# Germans Villas-Bôas
Orlando (1914–2002) i els seus germans Cláudio (1916–1998) i Leonardo Villas-Bôas (1918–1961) van ser activistes brasilers sobre pobles indígenes. El 1961 van aconseguir que tota la part superior del Xingu estigués protegida legalment, la primera àrea indígena massiva de tota Amèrica del Sud i el prototip de desenes de reserves similars a tot el continent.

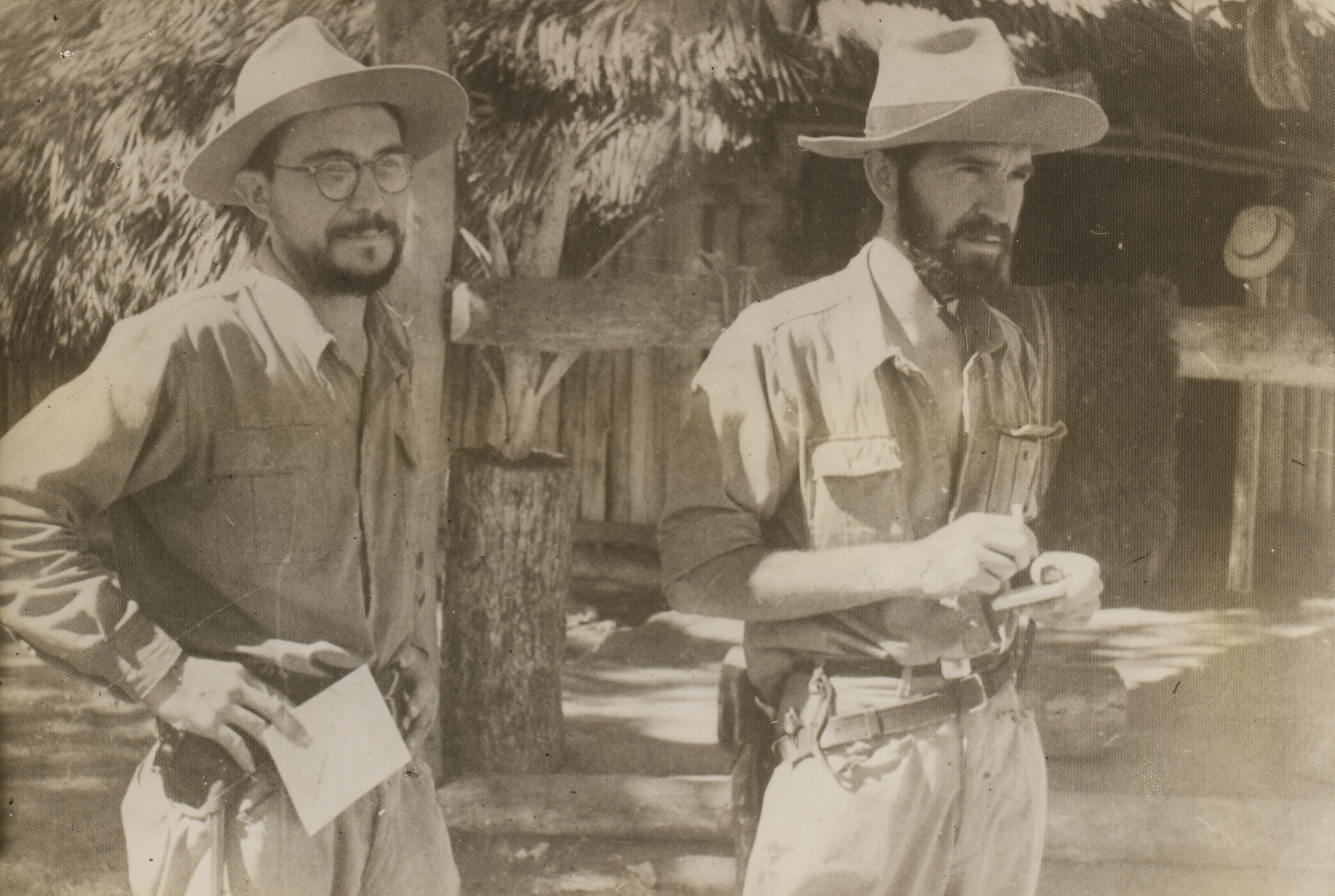
Cláudio i Orlando Villas-Boas, 1948

## Pioners
L'explorador John Hemming va escriure que els Villas-Bôas van ser pioners en molts aspectes. Van ser gairebé els primers no missioners a viure permanentment amb els indígenes; i els tractaven com els seus iguals i amics. Van convèncer les tribus perquè acabessin amb les disputes internes i s'unissin per enfrontar-se a la invasora frontera dels assentaments. Els Villas-Bôas van ser els primers a apreciar el valor de la política i dels mitjans de comunicació per promoure la causa indígena. També van idear una política de "canvi, però només a la velocitat que desitgin els indis".
Robin Hanbury-Tenison, de Survival International, va escriure el 1971 que "El Xingu és l'únic parc tancat del Brasil, el que significa que és l'única zona en què els indis estan a salvo del contacte intencionat o accidental amb representants indesitjables de la civilització occidental. Això es deu enterament als germans Villas-Bôas i a la dedicació total de les seves vides a aquest treball durant els darrers 25 anys." Des de 1971, s'han creat més parcs i reserves indígenes, com el Parc Nacional Muntanyes Tumucumaque (38.800 km²) al nord de l'estat de Pará, però el parc Xingu (26.400 km²) continua sent el més important d'ells.
L'antropòleg Shelton Davis va escriure que "Els Germans Villas-Bôas van argumentar a més que era responsabilitat del govern federal proporcionar un amortidor de protecció segur, en forma de parcs indis tancats i les reserves, entre els indis i les fronteres de la societat nacional. Amb el temps, creien els tres germans, els indis s'integrarien a la societat nacional brasilera. Aquest procés d’integració, però, hauria de ser gradual i hauria de garantir la supervivència, ètnica, identitats i formes de vida dels indis".
En el pròleg del llibre Xingu: the Indians, Their Myths l'antropòleg Kenneth S. Brecher va escriure que
| « | Ara fa gairebé 30 anys que els germans Villas-Bôas (...) van dirigir l'expedició coneguda com la "marxa del Brasil cap a Occident", que tenia l'objectiu d'obrir el cor de l'interior per a la colonització. Van quedar aclaparat per la bellesa i la riquesa cultural de la xarxa de les tribus Xingu que van descobrir i, quan es va dissoldre l'expedició, van romandre a la jungla per protegir els xinguans dels especuladors de terres, senadors estatals, buscadors de diamants, caçadors de pell i cautxú. recol·lectors que havien seguit al seu pas. (...) El fet que les tribus Xingu continuïn existint, de fet prosperen, es deu en gran part a la dedicació extrema, la intel·ligència, l'astúcia i la força física d'aquests germans. | » |

## Vides personals i morts
Dels 11 germans, els tres germans es van unir en el seu treball pioner, més tard amb el suport del seu germà petit Alvaro.
Orlando va morir el 2002. Quan mor un cap major, els indis Xingu celebren un gran festival funerari (el quarup) en honor seu. Ho van fer per Orlando tot i que era blanc. Va tenir dos fills, Noel i Orlando.
Claudio va néixer el 8 de desembre de 1916 a Botucatu, São Paulo i va morir d'un infart al seu apartament de São Paulo l'1 de març de 1998. Els indis el van anomenar "El pare".
Leonardo va morir el 1961 als 43 anys.
Álvaro va néixer el 1926 a São Paulo i va treballar amb els seus germans a la zona de Xingu del 1961 al 1962. Després es va establir a São Paulo, on va donar suport logístic a les missions dels seus germans a l'interior del país. Va assumir la presidència de FUNAI (Fundação Nacional do Índio) per un curt període el 1985. Va morir a Bauru, São Paulo, el 22 d'agost de 1995.

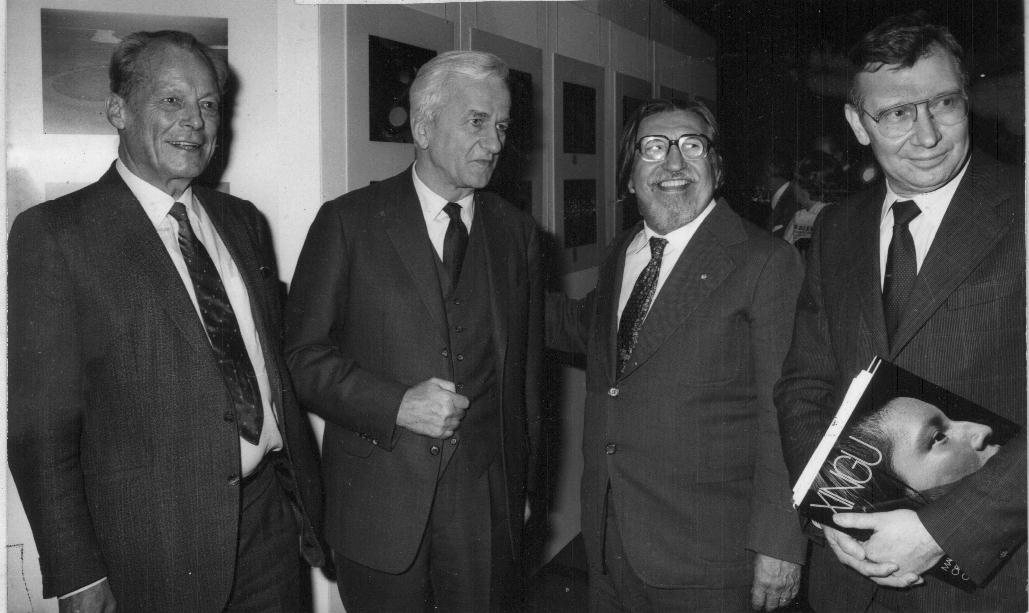
Willy Brandt, Richard von Weizsäcker, i Orlando Villas Bôas, 1984

## Premis i llegats
Dos dels germans Villas-Bôas, Orlando i Cláudio, van rebre la medalla d'or de la Royal Geographical Society el 1967, tant per la seva exploració geogràfica com per la seva tasca humanitària. També van rebre el premi GEO del president d'Alemanya Richard von Weizsäcker i de l'antic canceller d'Alemanya Occidental Willy Brandt el 1984, en reconeixement de la seva tasca humanitària. Els dos van ser nominats dues vegades al Premi Nobel de la Pau el 1971 i de nou el 1975.
L'aeroport de Matupá, a Matupá, Mato Grosso, Brasil rep el nom del germà Orlando.
Els germans Villas-Bôas són els principals protagonistes de la pel·lícula de Cao Hamburger Xingu (2012).
L'abril de 2014, l'artista del graffiti brasiler Speto va crear una extensa obra d'art dedicada a les Villas-Bôas titulada 3 Germans sobre 14 pilars de formigó de la via elevada del metro de l'estació de Krieau a Viena per encàrrec de Wiener Linien i KÖR Kunst im öffentlichen Raum. En honor del llegat dels germans, Speto va pintar personatges de la mitologia brasilera com Boitatá, Iara o Boto i dissenys de patrons tribals als pilars de la línia de metro. Amb aquesta finalitat va emprar estils gràfics de la literatura de canya i cordill del Brasil.

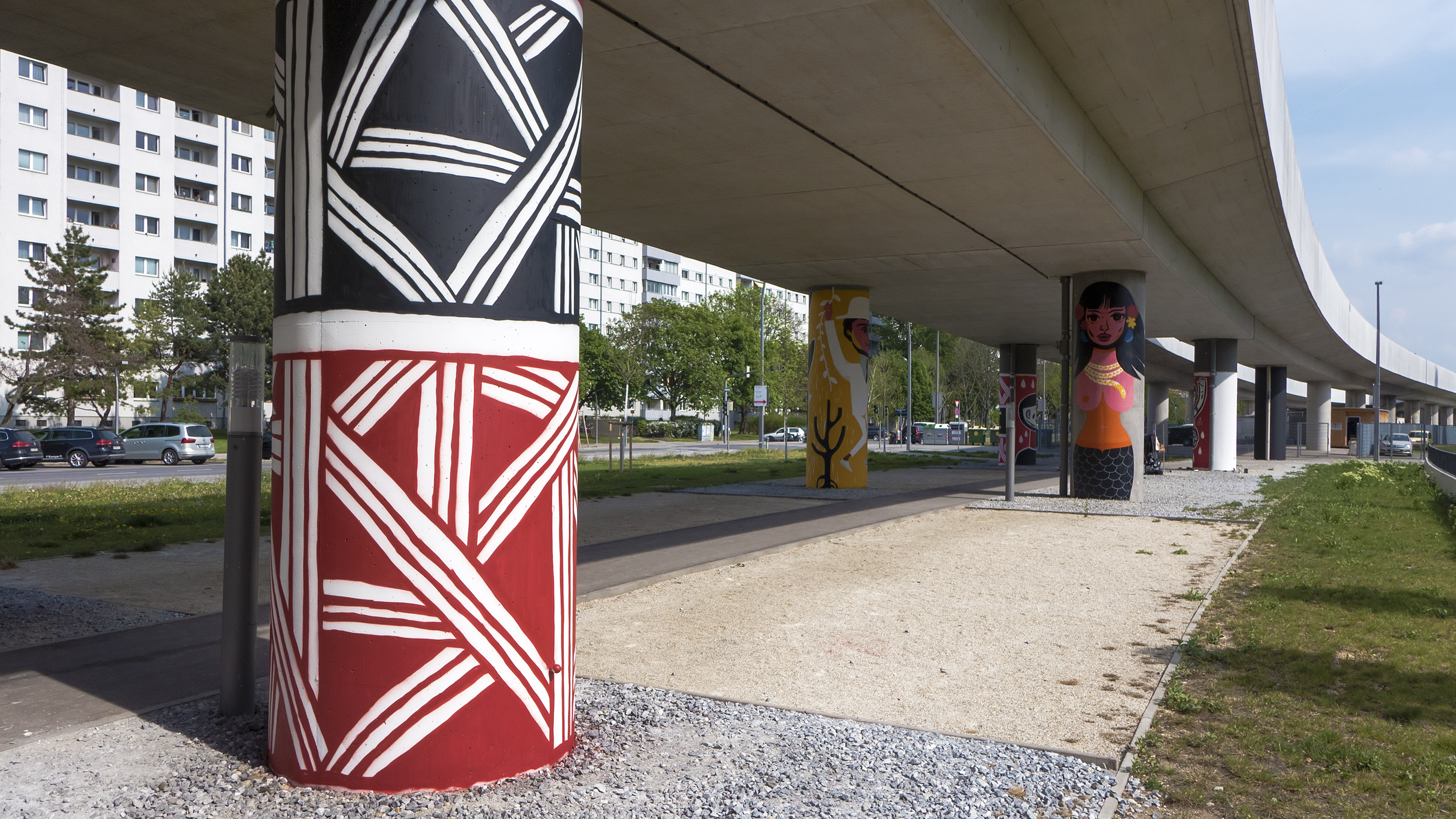
Murals dels 3 Germans a Vienna
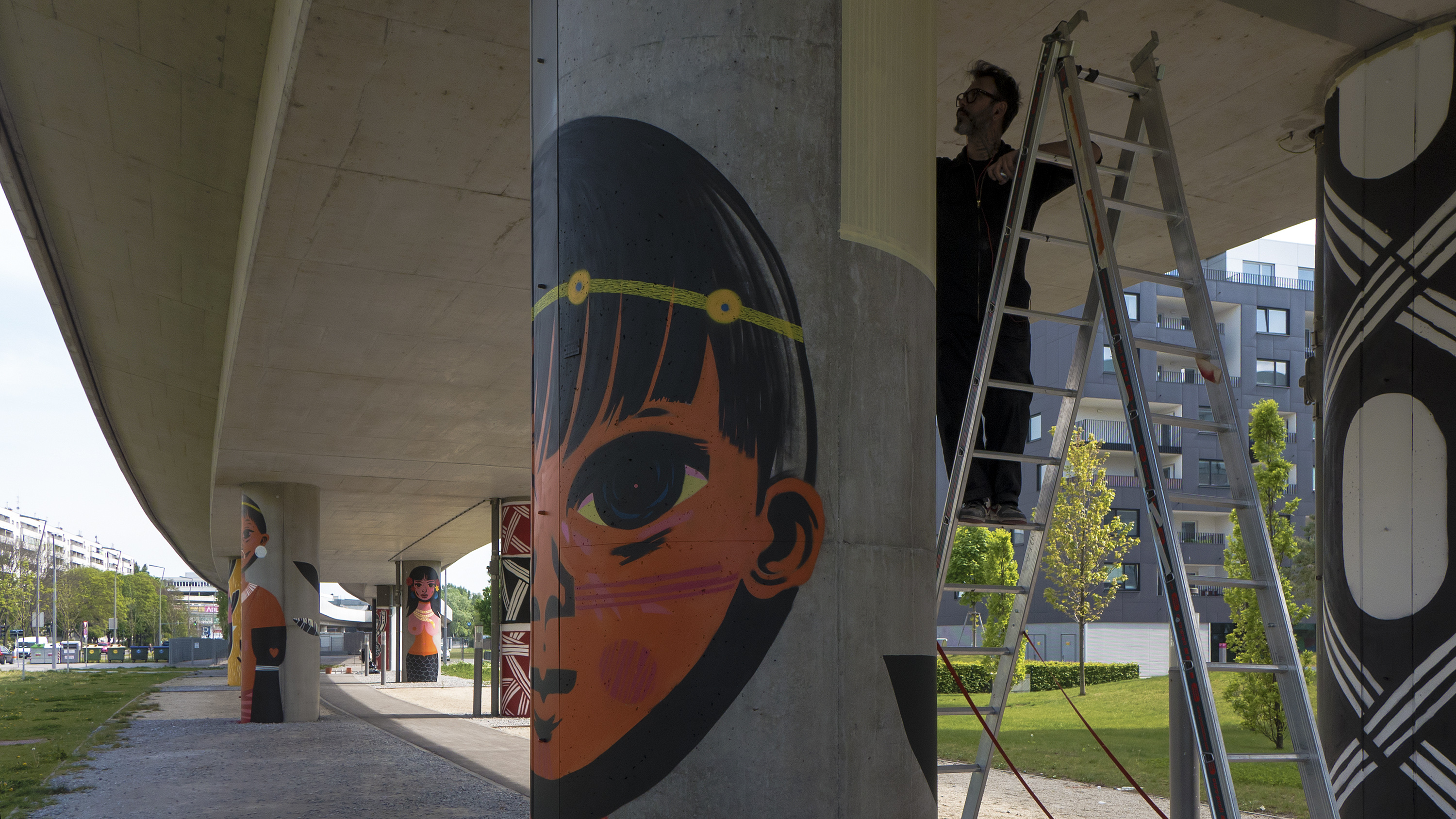
Speto treballant en la pintura d'un noi matsés
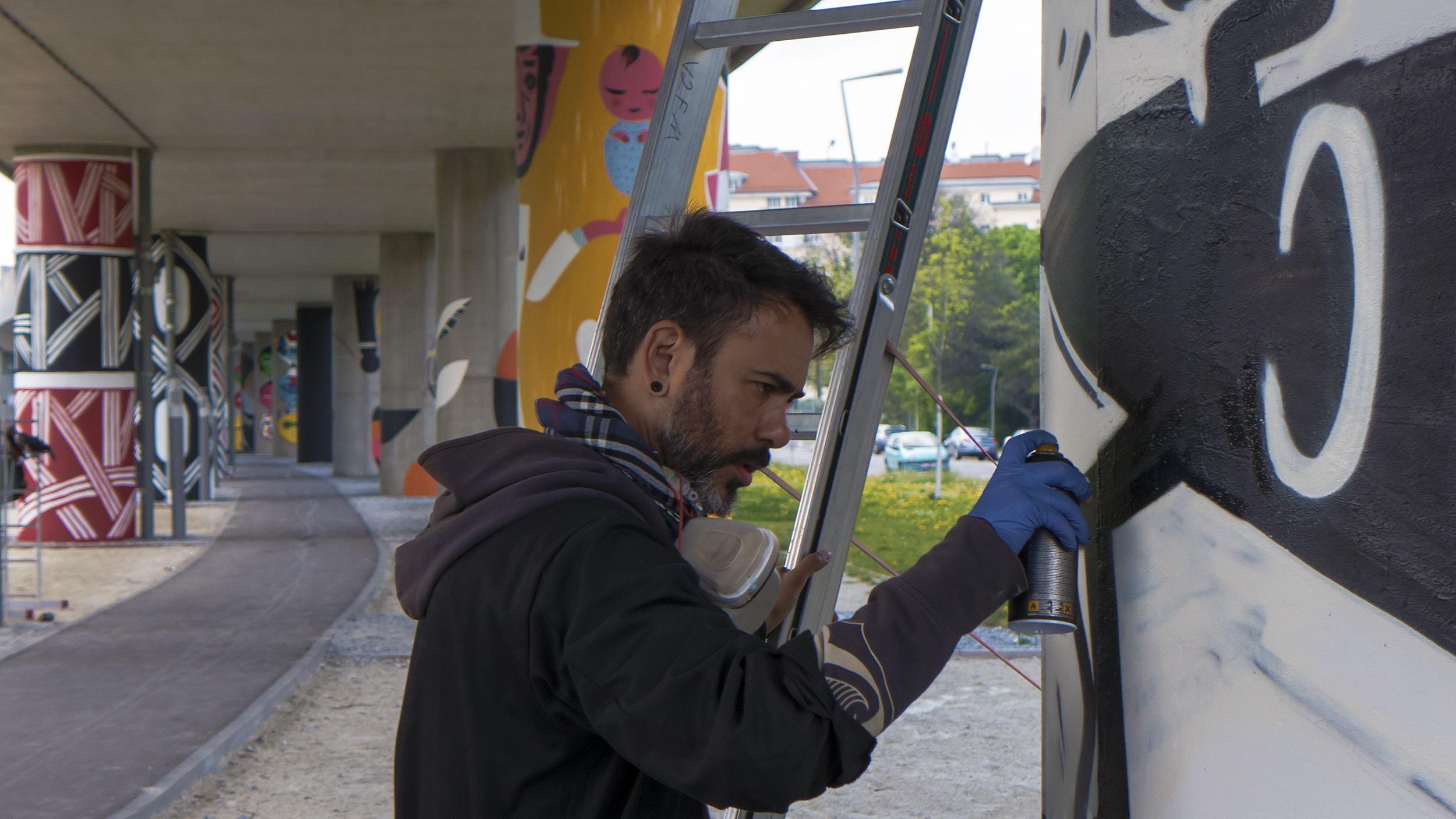
Speto pintant detalls amb esprai

## Llibres
- Xingu: The Indians, Their Myths - Nova Iorque: Farrar/Straus/Giroux, 1973.
- Os náufragos do rios das mortes e outras histórias - Porto Alegre: editora kuarup, 1988.
- Xingu: o velho káia - Porto Alegre: Kuarup, 1989.
- Xingu: os kayabí do rio São Manuel - Porto Alegre: kuarup, 1989.
- Xingu: os índios, seus mitos - Porto alegre: Kuarup, 1990.
- Xingu: os contos do tamoin - Porto Alegre: Kuarup, 1990.
- Xingu: histórias de índios e sertanejos - Porto Alegre: kuarup, 1992.
- Xingu: pueblos indios y sus mitos - Ecuador: Ediciones Abya-Yala, 1994.
- A marcha para o oeste - São Paulo: Editora Globo, 1995.
- Almanaque do sertão - São Paulo: Editora Globo, 1997.
- A arte dos pajés: impressões sobre o universo espiritual do índio xinguano - São Paulo: Editora Globo, 2000.
- Xingu: território tribal - São Paulo: Cultura Editores Associados, 1990. (fotos de Maureen Bisiliat).
- História e causos. São Paulo: FTD, 2005.